# Эстоянофф, Фабиан
Фабиан Эстоянофф (исп. Fabián Larry Estoyanoff Poggio; 27 сентября 1982 в Монтевидео) — уругвайский футболист, полузащитник столичного клуба «Феникс» и в прошлом национальной сборной Уругвая.

## Биография
Прадед Фабиана — болгарин Димитр Стоянов — мигрировал в Уругвай в 1912 году, спасаясь от Балканской войны. Он открыл производство хлеба в Монтевидео, сменил имя на более привычное испаноязычному уху Деметрио Эстоянофф и женился на уругвайке. У них родился сын Хорхе и внук Рауль, отец Фабиана. Рауль женился на уругвайке итальянского происхождения, что впоследствии позволило их сыну получить итальянское гражданство, чтобы не попадать под ограничения для не-граждан Европейского Союза.
Фабиан начинал заниматься футболом в Монтевидео, в детстве его кумирами были легенды «Пеньяроля» и сборной Уругвая — Хуан Скьяффино и Альсидес Гиджа, а из действующих игроков отдавал предпочтение Христо Стоичкову.
Эстоянофф — воспитанник «Феникса», в котором он дебютировал в игре Второго дивизиона в 2000 году. Потом он выступал уже в элитном дивизионе, а в сезоне 2002/03 был отдан в аренду в состав самого титулованного клуба страны — «Пеньяроля», где сумел стать чемпионом Уругвая. После этой победы им стали активно интересоваться зарубеждные клубы — в первую очередь амстердамский «Аякс» и УНАМ Пумас из Мехико. Но неожиданно для всех Фабиан принял решение вернуться из аренды и доиграть контракт с «Фениксом».
В 2005 году Эстояноффа приобрела испанская «Валенсия», однако он не сыграл ни одного матча за «Летучих мышей», проведя следующие 3 сезона в арендах — в «Кадисе», «Депортиво» из Ла-Коруньи, «Вальядолиде» и «Пеньяроле» в 2008 году. По окончании контракта с «Валенсией» Эстоянофф перешёл в греческий «Паниониос», в котором к тому же выступал его соотечественник Альваро Рекоба. В 2011 году на правах аренды выступал за «Пеньяроль», помог уругвайскому гранду выйти в финал Кубка Либертадорес впервые за 24 года (и 23 — для уругвайских команд в целом).
В составе сборной Уругвая Фабиан Эстоянофф дебютировал ещё будучи игроком «Феникса» в 2001 году. Он выступил на Кубке Америки того года, сыграв 2 матча — против Мексики и Гондураса. В 2002 году Эстоянофф вообще не вызывался в сборную, пропустив, таким образом, чемпионат мира в Японии и Корее. Зато с 2003 по 2007 год Фабиан регулярно вызывался в Селесте, участвовал в отборочных играх к чемпионату мира 2006, Кубках Америки 2004 и 2007. По окончании последнего турнира он больше не вызывался в национальную команду.

## Достижения
- Чемпион Уругвая (4): 2003, 2012/13, 2017, 2018
- Обладатель Суперкубка Уругвая (1): 2018
- Чемпион Саудовской Аравии (1): 2014/15
- Финалист Кубка Либертадорес (1): 2011
- Бронзовый призёр Кубка Америки (1): 2004